# Tupaje
Tupaje ali šilaste veverice (znanstveno ime Scandentia) so red majhnih, vevericam podobnih sesalcev, razširjenih po tropskih deževnih gozdovih Jugovzhodne Azije.

## Opis
V splošnem so to majhni sesalci s podolgovatim telesom in dolgim, košatim repom brez posebnih specializacij v telesni zgradbi. Natančna zgradba je odvisna od načina življenja: tupaje, ki živijo izključno na tleh so denimo večje in težje ter imajo krajši rep, tiste bolj drevesne pa krajšo lobanjo z bolj naprej obrnjenimi očmi, kar omogoča prostorski vid. Pri tem nobena vrsta ne živi izključno na drevesih. Zobje so ostri in prilagojeni za žužkojedi način prehranjevanja, podočnika sta proporcionalno majhna.
So pretežno dnevno aktivne živali, razen pahljačastorepe tupaje, ki ima tudi številne druge posebnosti. V naravi tvorijo manjša družinska krdela, ki označujejo in branijo svoj teritorij. Njihova posebnost je, da za predstavnike višjih sesalcev zelo skopo skrbijo za zarod. Mladiči se izležejo goli in nebogljeni, mati pa jih obiskuje v gnezdu, ki ga naredi v drevesnem duplu, le enkrat na dva dni po 10 minut ali manj, da jih podoji. Spolno dozorijo pri 4 mesecih starosti.

## Razširjenost
Živijo v tropskih gozdovih Južne in Jugovzhodne Azije od Indije do Filipinov, največjo pestrost pa dosegajo na Borneu, kjer so se verjetno razvile. Zaradi hitrega življenjskega kroga večinoma niso posebej ogrožene. Na rdečem seznamu IUCN prizadetih vrst sta le nikobarska tupaja, ki je endemit Nikobarskih otokov z zelo omejenim območjem razširjenosti, in vrsta Tupaia chrysogaster iz istega rodu, ki prav tako živi le na treh majhnih otokih zahodno od Sumatre.

## Taksonomija
Prvi Zahodnjak, ki je opisal tupaje, jih je poimenoval »drevesne rovke« (angleško tree shrews), kar je še danes razširjeno poimenovanje v angleško govorečih deželah, čeprav rovkam niso sorodne ali zelo podobne, niti niso drevesne živali. Sprva so jih res uvrščali z rovkami med žužkojede, a so jih kasneje zaradi nekaterih podobnosti v notranji telesni zgradbi (predvsem možgan) preklasificirali celo med prvake. Kasneje je filogenetska analiza pokazala, da tvorijo samostojno skupino (klad) na ravni reda, ki naj bi predstavljala sestrsko skupino glodavcem in lagomorfom. Kljub temu natančno sorodstveno razmerje med tupajami, glodavci/lagomorfi in prvaki še ni zanesljivo opredeljeno.
Med tupaje uvrščamo 20 trenutno znanih vrst, združenih v dve družini: Tupaiidae (19 vrst) in Ptilocercidae (1 vrsta). V slednjo uvrščamo pahljačastorepo tupajo.